# Thomas Dyke Acland (1787-1871)
Thomas Dyke Acland, X Baronetto (Londra, 29 marzo 1787 – 22 luglio 1871) è stato un politico inglese.

## Biografia
Era il figlio di Sir Thomas Dyke Acland, IX Baronetto, e di sua moglie, Henrietta Anne Hoare, figlia di Sir Richard Hoare, I Baronetto.
Nel 1794, succedette a suo padre come baronetto. Acland fu educato alla Harrow School e al Christ Church di Oxford, conseguendo un dottorato in diritto civile nel 1831.

## Carriera
Fu nominato High Sheriff of Devon (1809-1810). Sebbene gli Acland fossero di solito associate al Partito Liberale, Acland era un Tory. Fu deputato per il Devonshire (1812-1818 e 1820-1831) e per il North Devon (1837-1857).
Tra i suoi numerosi interessi commerciali Acland era il proprietario di una goletta chiamata Lady of St Kilda, che acquistò nel 1834. Nel 1842 la goletta visitò la città di Melbourne, in Australia, che era stata fondata nel 1835. Come risultato di quella visita, il sobborgo di St Kilda prese il nome dalla nave, e Acland St, uno dei principali centri commerciali di St Kilda, fu prende il nome da Acland.

## Matrimonio
Sposò, il 7 aprile 1808 a Mitcham, Lydia Hoare (16 settembre 1786-23 giugno 1856),  figlia di Henry Hoare. Ebbero nove figli:
- Sir Thomas Dyke Acland, XI Baronetto (25 maggio 1809-29 maggio 1898);
- Arthur Henry Dyke Troyte (3 maggio 1811-19 giugno 1857), sposò Frances Williams, ebbero nove figli;
- Charles Baldwin Dyke Acland (1813-1837);
- Sir Henry Wentworth Acland, I Baronetto (23 agosto 1815-16 ottobre 1900);
- Lydia Dorothea Acland (?-14 marzo 1858);
- Reverendo Peter Leopold Dyke Acland (3 giugno 1819-24 ottobre 1899), sposò Julia Barker, ebbero quattro figli;
- Agnes Lucy Acland (?-23 maggio 1895), sposò Arthur Mills, non ebbero figli;
- Dudley Reginald Dyke Acland (25 novembre 1823-1837);
- John Barton Arundell Acland (25 novembre 1823-18 maggio 1904), sposò Emily Weddell Harper, ebbero undici figli.